# Adalbert Jordan
Adalbert Jordan (* 3. Oktober 1937 in Hannover; † 27. März 2004 in Mönchengladbach)  war ein deutscher Bauunternehmer und Fußballfunktionär. Er war Vorstandsmitglied des Deutschen Fußball-Bundes und Präsident von Borussia Mönchengladbach.

## Laufbahn
Im Jahr 1966 schloss Jordan ein Hochschulstudium zum Bauingenieur an der RWTH Aachen ab. Ab 1967 war er für die Stadtplanung der Stadt Mönchengladbach zuständig und saß zudem im Baudezernat. 1994 promovierte Jordan an der Akademie für Volkswirtschaft in Moskau.
Vom 8. September 1999 bis zu seinem Tod war Jordan Präsident von Borussia Mönchengladbach. In dieser Zeit trug er maßgeblich zur Verwirklichung des Borussia-Parks und zur finanziellen Konsolidierung des Vereins bei. In der Nähe des Stadions wurde eine Straße nach Jordan benannt.